# Iglesia Evangélica Luterana La Trinidad (Santiago de Chile)
La Iglesia Evangélica Luterana La Trinidad es un templo religioso de culto luterano de habla hispana, ubicado en la comuna chilena de Ñuñoa, en Santiago. Es la sede de la Congregación La Trinidad, la cual pertenece a la Iglesia Evangélica Luterana en Chile (IELCH), una de las dos iglesias del luteranismo en el país. Su actual pastora es la Rvda. Sandra Rozenberga-Saavedra. 

## Historia

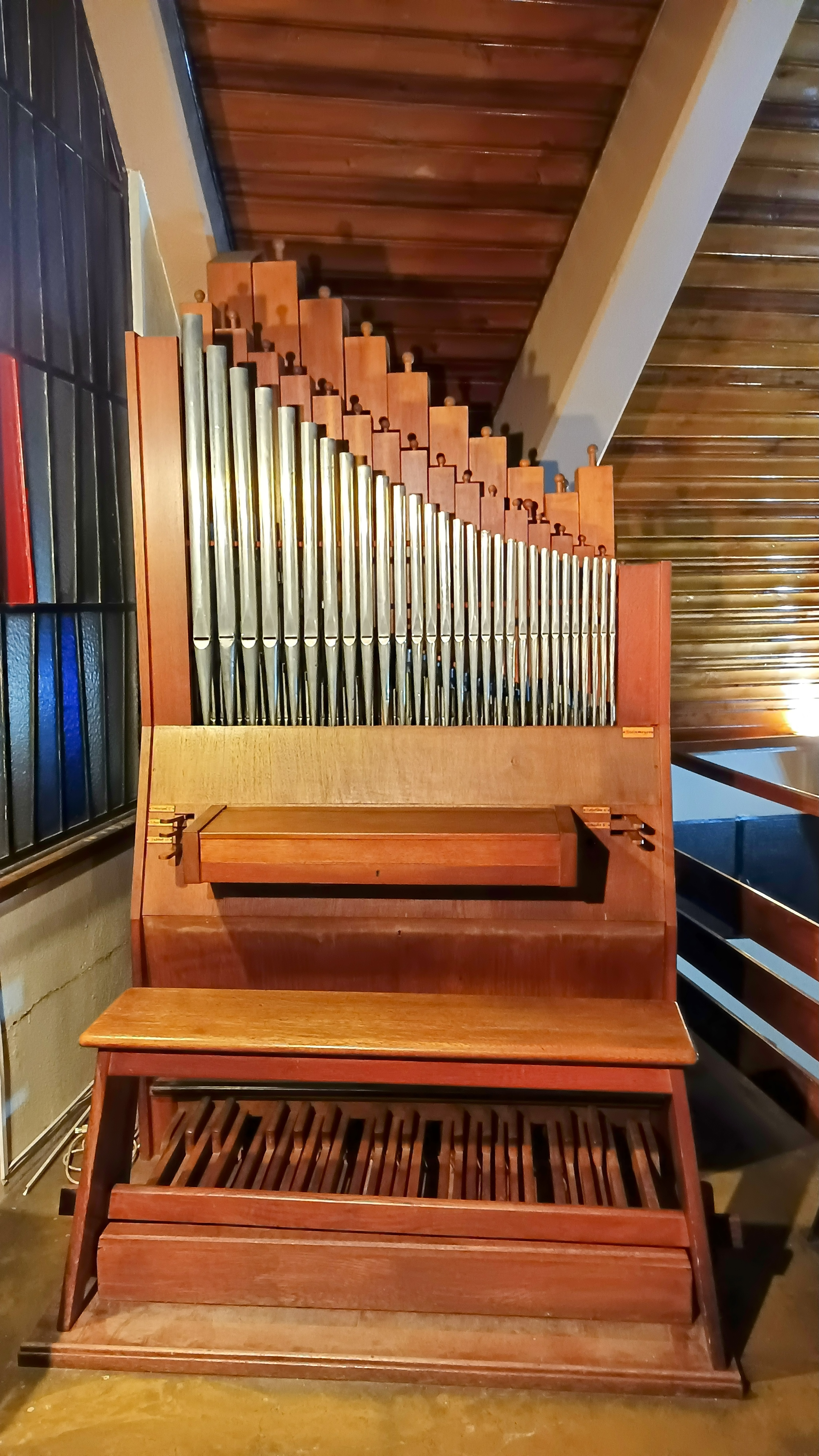
Órgano de la iglesia

El origen del templo se remonta a la edificación de la Christuskirche (Iglesia de Cristo en alemán), obra financiada por la comunidad luterana de habla alemana de Santiago y diseñada por el arquitecto Otto Balze. El templo fue inaugurado el 19 de abril de 1959 y contó con el apoyo del Pastor Helmuth Schünemann para ello, como una iglesia dependiente de la Iglesia El Redentor (Erlöserkirche).
Ya a comienzos de los años 1960 se comenzaron a organizar los primeros luteranos residentes en Ñuñoa, Macul, La Reina y alrededores, para tener una congregación independiente. La iglesia se constituyó oficialmente en 1969 como congregación luterana, mientras que tres años después obtuvo la personalidad jurídica de derecho privado, bajo el principio de libertad de culto que rige en Chile como Estado laico. Durante ese año, la comunidad de habla alemana de la Iglesia Evangélica Luterana en Chile (IELCH) entrega el edificio a la Congregación a modo de donación, emplazado a una cuadra de la Plaza Ñuñoa. El primer organista titular del templo fue el músico Gastón Lafourcade, quien provenía de desempeñar el mismo cargo en la Basílica de la Merced, de la Iglesia católica.
Durante el cisma de la Iglesia Luterana en Chile producido oficialmente en 1975, la Congregación de La Trinidad decidió permanecer en la Iglesia Evangélica Luterana en Chile. 
En 2013, la Congregación inauguró una placa conmemorativa en el parque de Villa Grimaldi, en Peñalolén, a la memoria del pastor luterano Helmut Frenz, por su labor en el Comité Pro Paz contra las violaciones de los derechos humanos de la dictadura militar. Asimismo, el Salón Comunitario de la iglesia lleva el nombre del Pastor Frenz en su honor.

## Componentes
La iglesia posee un órgano construido en 1958 por la compañía alemana G. F. Steinmeyer & Co., traído desde Oettingen.

## Consejo Congregacional
La comunidad religiosa es regida a nivel local a través de un Consejo Congregacional, con un presidente y cinco directores. 

## Pastorales
El trabajo comunitario con los feligreses se divide en cuatro pastorales:
- Pastoral del Adulto Mayor: realizan servicios de acompañamiento, motivación y guía espiritual a personas de la tercera edad;
- Pastoral de la Diversidad: grupo de trabajo de heteroaliados en conjunto con la diversidad sexual, enfocado en miembros del colectivo LGBT de fe luterana, orientados al conservadurismo LGBT;
- Pastoral del Migrante: enfocado en brindar apoyo social a inmigrantes en situación de vulnerabilidad, principalmente inmigrantes haitianos y venezolanos de fe protestante o evangélica.
- Pastoral de la Mujer: trabajan en acciones que fomenten la igualdad de género, además de brindar apoyo a mujeres en riesgo social, víctimas de violencia doméstica, abuso sexual y otras problemáticas sociales.